# NGC 3412
NGC 3412 في الفهرس العام الجديد، هي مجرة، تقع في كوكبة الأسد. اكتشفت في 8 أبريل 1784 بواسطة ويليام هيرشل.

## روابط خارجية
- NGC 3412 على موقع ويكي سكاي: DSS2, SDSS, GALEX, IRAS, Hydrogen α, X-Ray, Astrophoto, Sky Map, Articles and images